# Malá Štáhle
Malá Štáhle (in tedesco Klein Stohl) è un comune della Repubblica Ceca facente parte del distretto di Bruntál, nella regione della Moravia-Slesia.